# Thermospray
In spettrometria di massa il thermospray (o termospray) è una tecnica di ionizzazione evaporativa e un'interfaccia per la cromatografia liquida. Questa tecnica produce poca frammentazione, è una tecnica di ionizzazione soft. Comunemente si indica con TS, TSP o TSI.
Questa tecnica è stata soppiantata dall'elettrospray.

## Meccanismo
Il campione viene inviato alla camera di ionizzazione mediante l'impiego di un tubo capillare riscaldato. Il campione è nebulizzato e si ha una parziale evaporazione del solvente. Si producono goccioline fini che vengono ionizzate da un filamento sottoposto a tensione.